# Poets' Corner
Poets' Corner i Westminster Abbey i London, er et begravelse- og mindested  for mange kendte personer.

## Begravede
- Robert Adam
- Robert Browning
- William Camden
- Thomas Campbell
- William Chambers
- Geoffrey Chaucer
- William Congreve
- Abraham Cowley
- William Davenant
- John Denham
- Charles Dickens
- John Dryden
- Adam Fox
- David Garrick
- John Gay
- George Frideric Handel
- Thomas Hardy
- Dr Samuel Johnson
- Ben Jonson
- Rudyard Kipling
- Thomas Macaulay
- John Masefield
- Anne Oldfield
- Laurence Olivier, Baron Olivier
- Thomas Parr
- Matthew Prior
- Charles de Saint-Évremond
- Richard Brinsley Sheridan
- Edmund Spenser
- Mary Eleanor Bowes, Countess of Strathmore and Kinghorne
- Alfred Tennyson, 1st Baron Tennyson

## Mindesmærker
- Dame Peggy Ashcroft
- Jane Austen
- Richard Aldington
- Sir John Betjeman
- Laurence Binyon
- William Blake
- Edmund Blunden
- Charlotte Brontë
- Anne Brontë
- Emily Brontë
- Rupert Brooke
- Fanny Burney
- Robert Burns
- Samuel Butler
- Lord Byron
- Lewis Carroll (Charles Lutwidge Dodgson)
- John Clare
- Samuel Taylor Coleridge
- Sir Noël Coward
- George Eliot (Mary Ann Evans)
- T. S. Eliot
- Wilfrid Gibson
- Oliver Goldsmith
- Adam Lindsay Gordon
- Robert Graves
- Thomas Gray
- Julian Grenfell
- Ivor Gurney
- Robert Herrick
- Gerard Manley Hopkins
- A. E. Housman
- Henry James
- David Jones
- John Keats
- Edward Lear
- Jenny Lind
- Henry Wadsworth Longfellow
- Christopher Marlowe
- John Milton
- Robert Nichols
- Wilfred Owen
- Herbert Read
- Isaac Rosenberg
- John Ruskin
- Siegfried Sassoon
- Sir Walter Scott
- William Shakespeare
- Percy Bysshe Shelley
- Charles Sorley
- William Makepeace Thackeray
- Dylan Thomas
- Edward Thomas
- Anthony Trollope
- Oscar Wilde
- William Wordsworth

51°29′57″N 0°07′38″V / 51.499166666667°N 0.12736111111111°V